# ACME-protocol

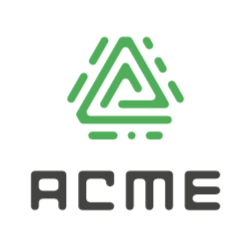
Het ACME-logo

ACME (Automatic Certificate Management Environment) is een communicatieprotocol voor het automatiseren van interacties tussen certificaatautoriteiten en de servers van hun gebruikers. Dit maakt de geautomatiseerde uitrol en vernieuwing van van PKI-certificaten, tegen lage kosten mogelijk. Het bekendste gebruik van dit soort certificaten is voor het versleutelen van websitebezoek via HTTPS . Het protocol is ontworpen door de Internet Security Research Group (ISRG) voor hun Let's Encrypt-dienst.
Het protocol werkt met uitwisseling van JSON -geformatteerde berichten via HTTPS en is gepubliceerd als internetstandaard in RFC 8555

## Client-implementaties
De ISRG biedt gratis en open-source referentie-implementaties voor ACME. Daarvan is certbot, een op Python gebaseerde implementatie, de bekendste. Sinds 2015 is er een grote verscheidenheid aan clients verschenen voor alle besturingssystemen.